# Василій III
Василій III Іванович (25 березня 1479 — 3 грудня 1533) — великий князь московський (1505–1533), син великого князя московського Івана III Васильовича та Софії Палеолог, батько великого князя московського і першого самопроголошеного  московського царя, Івана IV Грозного.

## Біографія

### Внутрішня політика
Як правитель Великого князівства Московського Василій III продовжував політику свого батька, прагнучи до «зібрання» всіх заліських земель під своєю рукою і посилення влади великого князя. Спирався на дворових людей, оточив себе довіреними людьми з числа дяків (Ф. Мишурин, М. Путятин, Є. Циплятєв), хоча в його уряді були й бояри (М. Захар'їн, М. Тучков-Морозов).
У церковній політиці спочатку підтримував релігійно-політичну течію «нестяжателів», але з 20-х років XVI ст. віддав перевагу послідовникам Йосифа Волоцького — «йосифлянам». Був жорстоким правителем, придушував найменші прояви опозиційності: відправив у заслання митрополита Варлаама, засудив Максима Грека та московського церковного діяча Вассіана Патрикеєва, наказав стратити дипломата I. Берсеня-Беклемішева. Однак у боротьбі з боярством виявляв обережність і тяжів до компромісів.

### Зовнішня політика
За панування Василія III Московська держава територіально зросла і зміцніла. Було встановлено дипломатичні стосунки з Францією та Індією. Василій III активізував зносини з Австрією (австрійський посол Сигізмунд Герберштейн залишив мемуари про Московію початку XVI ст.); провадив війни проти удільних князів (приєднав до своїх володінь Псков, Рязань, деякі території Казанського та Кримського ханства.

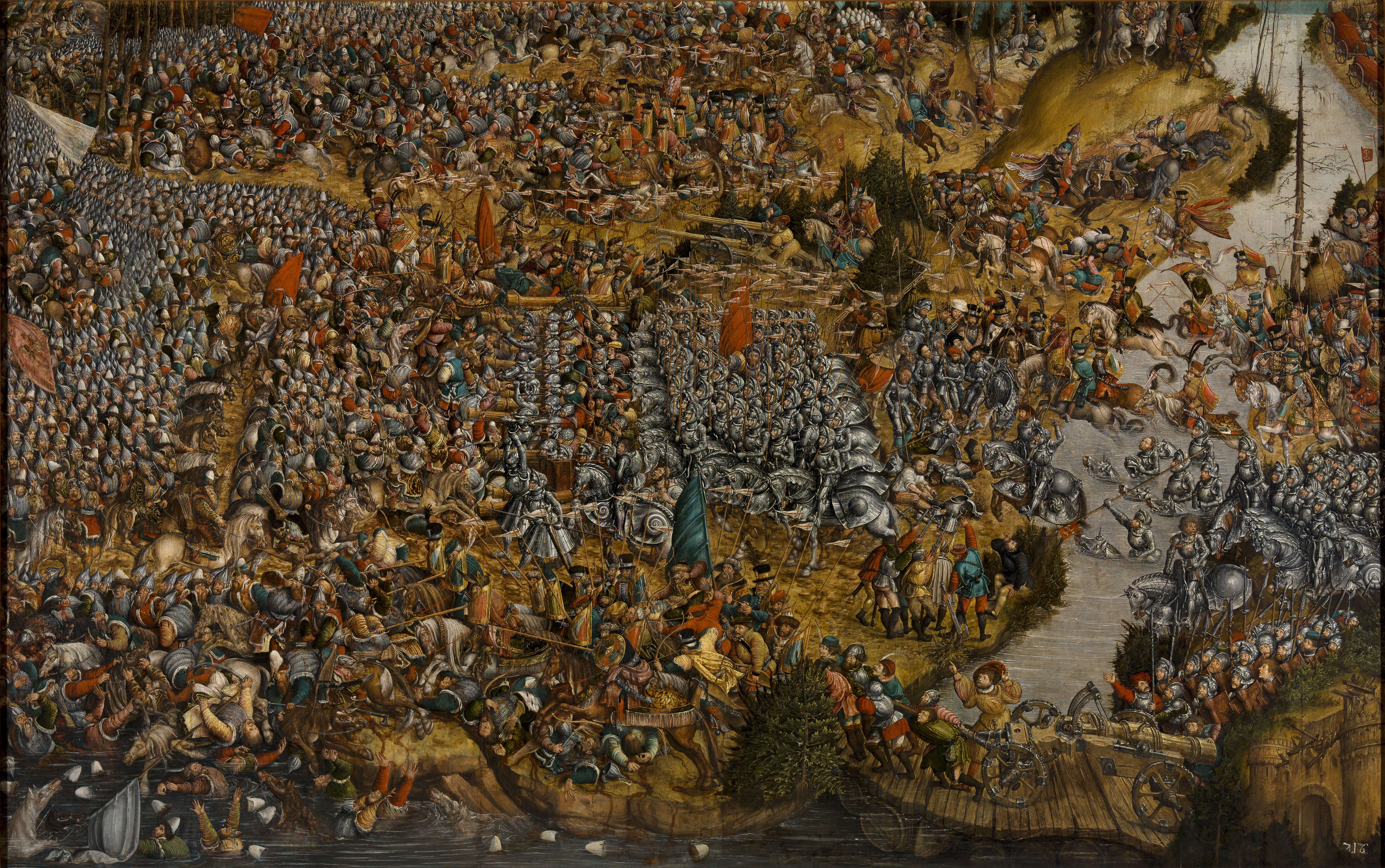
Битва під Оршею, картина невідомого автора.

Він не зупинився після «зібрання» практично всіх земель Північно-Східної Русі та заявив про свої претензії на землі колишньої Київської Русі, в першу чергу Київ [джерело?], Полоцьк і Вітебськ  Скориставшись із виступу частини українських та білоруських феодалів на чолі з князем Михайлом Глинським проти великого князя литовського, розпочав війну проти Литовсько-Руської держави, яка увінчалась взяттям Смоленська у 1514 році. Проте 8 вересня того ж року московські війська зазнали тяжкої поразки під Оршею від русько-литовської армії, на чолі з князем Костянтином Острозьким, яка надовго спинила московську експансію на захід. За перемир'ям, укладеним у 1522 році Смоленськ відійшов до Московії, проте здобути Полоцьк та Вітебськ Василію так і не вдалось.
На схилі віку Василій Іванович розлучився з безплідною царицею Соломонією  і одружився з племінницею українського князя-емігранта М. Глинського — Оленою Глинською (?—1538). Від цього шлюбу народився спадкоємець престолу — майбутній Московський цар Іван IV Васильович Грозний.